# La Celle-Guenand
La Celle-Guenand is een gemeente in het Franse departement Indre-et-Loire (regio Centre-Val de Loire) en telt 377 inwoners (2004). De plaats maakt deel uit van het arrondissement Loches.

## Geografie
De oppervlakte van La Celle-Guenand bedraagt 37,5 km², de bevolkingsdichtheid is 10,1 inwoners per km².
De onderstaande kaart toont de ligging van La Celle-Guenand met de belangrijkste infrastructuur en aangrenzende gemeenten.

## Demografie
Onderstaande figuur toont het verloop van het inwonertal (bron: INSEE-tellingen).